# São Teotónio
São Teotónio ist eine Kleinstadt (Vila) und Gemeinde an der Küste der portugiesischen Region Alentejo.

## Geschichte
Die Erwähnung einer hiesigen Kirche aus dem Jahr 1381 ist das älteste Dokument aus dem Gemeindegebiet. Als Pé do Serro oder Pé da Serra war der Ort 1532 als Ortschaft mit 22 Familien verzeichnet. Seit Ende des 16. Jahrhunderts ist es eine eigenständige Gemeinde. Wesentlich dazu beigetragen hat vermutlich 1580 der hiesige Aufenthalt des Erzbischofs von Évora, Teotónio de Bragança (1530–1602), der auch den Bau der Gemeindekirche anregte.

## Kultur und Sehenswürdigkeiten
Die gesamte Küste der Gemeinde ist Teil des Nationalparks Parque Natural do Sudoeste Alentejano e Costa Vicentina und ist wegen seiner Schönheit bekannt.
Besonders bekannt ist São Teotónio durch seine Feste im Juni, die den Heiligen der Kirche gewidmet sind. Die Gassen des Ortes sind dann mit Papierblumen dekoriert (São Pedro). Zum Höhepunkt des Festes fährt man mit geschmückten Wagen in den nahen Küstenort Zambujeira do Mar, um dort ein reinigendes Bad zu nehmen.
Einer Sage folgend, ist der Heilige Teotonius (port.: São Teotónio, 1082–1162) durch den Ort gekommen, der in dieser Zeit auf maurischem Gebiet lag, und hat seine Einwohner zum christlichen Glauben bekehrt. Er war der erste portugiesische Heilige.
In den 1960er Jahren ließ sich die weltbekannte portugiesische Fado-Sängerin Amália Rodrigues in der Ortschaft Brejão ein Anwesen mit Zugang zum Strand errichten. Das Haus ist heute unter dem Namen Herdade Amália Rodrigues ein kleines Hotel. Zudem erinnern Wandbilder an Hauswänden im Ort an die Sängerin.

## Verwaltung
São Teotónio ist eine Gemeinde (Freguesia) im Kreis (Concelho) von Odemira. Sie hatte bis zum 30. Juni 2011 eine Fläche von 306,3 km² und 5533 Einwohner.
Neben einigen Stränden liegen folgende Ortschaften und Ortsteile in der Gemeinde:
- Baiona
- S. Miguel
- Brejão
- Estibeira
- Malavado
- Fataca
- Cavaleiro
- Quintas
- Casa Nova da Cruz
- Camachos
- Relva Grande
- João Martins
- João Ribeiras

Im Zuge der administrativen Neuordnung in Portugal wurde die Gemeinde am 29. September 2013 um die aufgelöste Gemeinde Zambujeira do Mar erweitert.